# 580 Селена
580 Селена (580 Selene) — астероїд зовнішнього головного поясу, відкритий 17 грудня 1905 року Максом Вольфом у Гейдельберзі.
Тіссеранів параметр щодо Юпітера — 3,178.